# Nedra
Nedra (ukr. Недра) – wieś na Ukrainie, w obwodzie kijowskim, w rejonie browarskim, w hromadzie Berezań. Liczy 1062 mieszkańców.